# Cinema Bizarre
I Cinema Bizarre sono stati un gruppo musicale tedesco formatosi nel 2005 a Berlino.
Hanno ottenuto la notorietà internazionale nel 2007 con il singolo Lovesongs (They Kill Me), tratto dall'album Final Attraction. Il loro genere musicale è un misto di rock, elettronica, synth pop e gothic rock. Nel 2010 hanno annunciato l'interruzione della loro attività.

## Storia
La storia del gruppo iniziò nel 2005 quando Strify, Yu e Kiro si incontrarono a Berlino in una convention di manga e anime, AnimagiC. Successivamente si aggiunse Luminor e, dopo una ricerca su Internet, trovarono il batterista Shin, formando così una band che comprende elementi pop.
Tutti i membri del gruppo usavano pseudonimi: Yu, lo pseudonimo del chitarrista, in origine era Yukito ma poi andò via via modificandosi. Strify, nome d'arte del cantante, è ispirato al personaggio di Cloud Strife di Final Fantasy VII e fu creato da Yu. Il soprannome del bassista Kiro gli fu dato invece da Strify sostituendo la lettera iniziale della sua scimmia Siro con una K. Lo pseudonimo di Luminor deriva da lumina che è il raggio lunare. Il soprannome di Shin deriva da Shinya, batterista dei Dir En Grey.
Pochissimo tempo dopo la fondazione del gruppo i cinque ragazzi firmarono un contratto discografico con la Universal Music e il 14 settembre 2007 venne pubblicato il loro primo singolo, Lovesongs (They Kill Me), inizialmente solo in Germania dove le riviste di settore cominciarono a paragonarli ai loro connazionali Tokio Hotel per gli orientamenti musicali e stilistici.
Il 12 ottobre 2007 uscì il loro primo album Final Attraction in Germania e Austria. La grande celebrità raggiunta in Germania spinse la loro casa discografica a distribuire l'album in tutta Europa nel giugno 2008 e a iniziare subito dopo un tour europeo. Il disco entrò così in varie classifiche europee, grazie anche al successo del singolo Escape to the Stars.
Il 6 marzo 2008 il gruppo partecipò con la canzone Forever or Never alle selezioni tedesche per l'Eurovision Song Contest 2008, classificandosi al terzo posto.

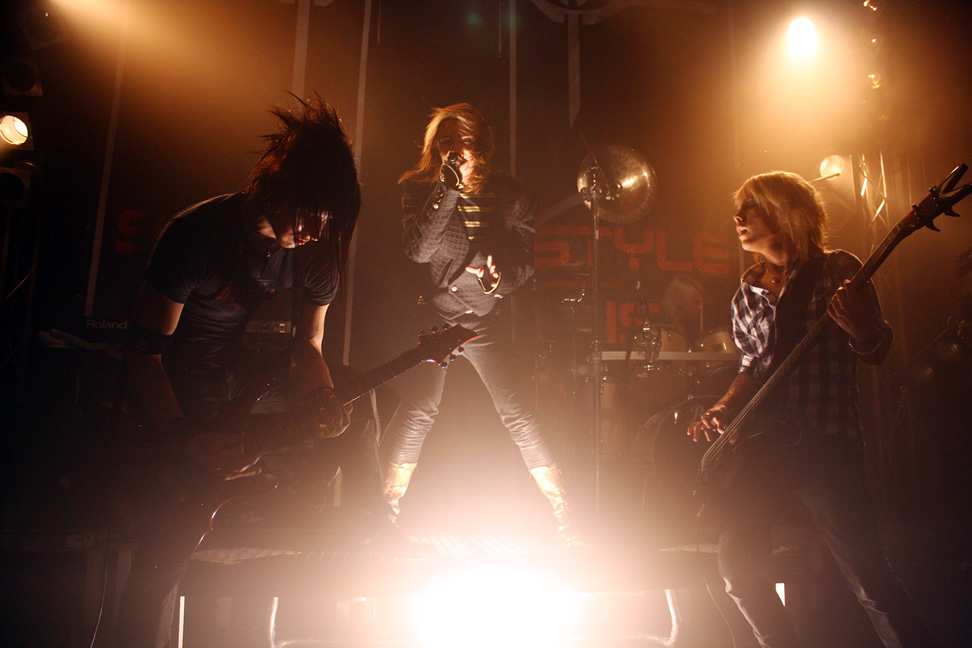
I Cinema Bizarre in un concerto ad Amburgo nel 2009

Nel settembre 2008, Luminor, tastierista e seconda voce del gruppo, non partecipò ad alcuni concerti del gruppo, e Romeo, amico di Yu, prese il suo posto.
Il 27 novembre successivo, Luminor annunciò su Myspace che avrebbe lasciato la band a causa della sua salute cagionevole e per motivi personali. Il suo posto fu sostituito da Romeo, che diventò ufficialmente il tastierista dei Cinema Bizarre nel 2009.
Nella primavera del 2009 i Cinema Bizarre accompagnarono Lady Gaga nel suo The Fame Ball Tour.
Il 16 maggio 2009 ai TRL Awards presentarono il brano Deeper and Deeper, tratto dall'album ToyZ, il secondo album della band il cui trailer era stato pubblicato su YouTube già il 1º novembre 2008. 
Inizialmente il primo singolo estratto da ToyZ doveva essere Erase and Replace, ma il gruppo cambiò idea scegliendo My Obsession. Quest'ultima canzone, però, trapelò su Internet prima della sua pubblicazione ufficiale, così la band scelse come primo singolo I Came 2 Party, mentre My Obsession uscì come secondo singolo unitamente al video promozionale registrato a New York.
Anche la data d'uscita dell'album ToyZ venne posticipata da maggio 2009 al 21 agosto dello stesso anno, mentre il singolo I Came 2 Party fu pubblicato il 7 agosto, in collaborazione con Space Cowboy.
Il 25 agosto 2009 fu pubblicato negli Stati Uniti BANG!, il loro album di debutto in America, che conteneva alcune canzoni del loro primo album Final Attraction miste a canzoni del loro secondo album.
Il 21 gennaio 2010 annunciarono di aver interrotto la loro attività nel Myspace ufficiale della band.

### Dopo lo scioglimento
In seguito, i componenti del gruppo intrapresero strade diverse:
- Yu e Romeo si trasferirono a Los Angeles formando una nuova band, i Rouge Morgue,[8] prima di arrivare a un successivo scioglimento. Nel frattempo, Yu cambiò nome in "Yu Phoenix" e pubblicò un singolo in collaborazione con la cantante Jamie Lostein, Moonflower, a fine 2011. Dopo una collaborazione con Sebastiano Serafini (il progetto MonoChrome Hearts, da cui è nata la canzone Your Knight) Yu entrò ufficialmente nella band italiana DNR (Dreams Now Reality) come chitarrista.

- Strify, ora ribattezzato in "Jack Strify", ha collaborato con il dj francese Junior Caldera nella canzone Blasphemy.[9] Ha pubblicato tre canzoni che faranno parte di una trilogia denominata Glitter + Dirt, ossia Brave New World, Sanctuary e Halo (We're the Only One).

- Shin ha un proprio progetto chiamato "Gothow Motion" (si è anche occupato di dirigere i video di Glitter + Dirt).

- Kiro entrò a far parte del duo Re:boot insieme a Denis Kuros.[10] Nel 2014 i due hanno collaborato con Lena Katina (ex componente del duo t.A.T.u.) nel brano Century.[11]

- Luminor collaborò nel 2009 con Nik Page duettando insieme in due sue canzoni (Your Bad Temptation e Voices from Outer Space), e tornò sul palco nel 2010 con la band italiana DNR (Dreams Now Reality) per un feauturing durante il loro tour europeo, e successivamente nel 2013 insieme al cantante italiano Roberto Romagnoli.[12] Dopo vari problemi di salute, annunciò che si sarebbe allontanato dal mondo di Internet per farsi ricoverare in ospedale. È morto il 12 aprile 2020[13][14] per un'overdose di analgesici.

## Formazione

### Ultima
- Jack E. Strify (Andreas Hudec) (20 agosto 1988) – voce (2005-2010)
- Yu (Dirk Hannes De Bhur) (29 dicembre 1988) – chitarra (2005-2010)
- Kiro (Carsten Schaefer) (11 gennaio 1988) – basso (2005-2010)
- Shin (Marcel Gothow) (12 dicembre 1989) – batteria (2005-2010)
- Romeo (Tobias Kohl) (4 agosto 1988) – tastiera e seconda voce (2008-2010)

### Ex componenti
- Luminor (Lars Falkowski) (22 marzo 1985 – 12 aprile 2020) – tastiera e seconda voce (2005-2008)

## Discografia

### Album in studio
- 2007 – Final Attraction
- 2009 – ToyZ
- 2009 – BANG!

### Singoli
- 2007 – Lovesongs (They Kill Me)
- 2007 – Escape to the Stars
- 2008 – Forever or Never
- 2009 – I Came 2 Party
- 2009 – My Obsession